# Towards the Sun (Rihanna)
Towards the Sun è un singolo della cantante barbadiana Rihanna, il primo estratto dalla colonna sonora del film d'animazione Home - A casa e pubblicato il 24 febbraio 2015.

## Classifiche
| Classifica (2015) | Posizione massima |
| ----------------- | ----------------- |
| Belgio (Fiandre)  | 106               |
| Belgio (Vallonia) | 62                |
| Francia           | 22                |
| Regno Unito       | 76                |
| Spagna            | 45                |